# Christian Fischer (Politiker, 1823)
Christian Fischer (* 8. Mai 1823 in Marktbreit; † 1871) war ein Kaufmann, deutscher Politiker und Reichstagsabgeordneter.
Fischer war Mitglied der unterfränkischen Kreis-, Handels- und Gewerbekammer in Marktbreit. Vom 21. März 1871 an war er für einige Monate Mitglied des Deutschen Reichstags für die Fortschrittspartei für den Wahlkreis Unterfranken 2 (Kitzingen). Am 19. Oktober 1871 legte er sein Mandat aus gesundheitlichen Gründen nieder.